# Choroby mitochondrialne
Choroby mitochondrialne – choroby genetyczne wynikające z zaburzeń w funkcjonowaniu i strukturze mitochondriów. Objawy chorób mitochondrialnych związane są zwykle z tkankami o wysokim zapotrzebowaniu energetycznym np. mięśniami szkieletowymi lub układem nerwowym, i zazwyczaj obejmują miopatie, encefalopatie oraz neuropatie. Szacuje się, że na choroby mitochondrialne zapada 1 na 15 000 osób.
Choroby mitochondrialne mogą być spowodowane:
- mutacjami w genomie mitochondrialnym (mtDNA)
- mutacjami w jądrowym DNA kodującym białka specyficzne dla mitochondriów oraz związane z regulacją ich funkcjonowania.

## Dziedziczenie mitochondriów a choroby
Mitochondria dziedziczone są niemal wyłącznie w linii matczynej, ponieważ wszystkie lub niemal wszystkie pochodzą z oocytu, a bardzo nieliczne (jeśli w ogóle) są przekazywane w plemniku. W zygocie te pochodzące od ojca są niszczone. Zatem choroby mitochondrialne spowodowane mutacjami w genomie mitochondrialnym dziedziczą się po matce, natomiast zapada na nie potomstwo obu płci.
Komórka zawiera kilka tysięcy mitochondriów, a w każdym z nich znajduje się kilka cząsteczek mtDNA. Cząsteczki te nie zawsze są identyczne. Zjawisko to nazywa się heteroplazmia. Przy podziałach komórki mitochondria rozdzielane są do komórek potomnych losowo. Zatem objawy choroby zależą od stosunku prawidłowego mtDNA do mtDNA niosącego mutację i pojawiają się po przekroczeniu pewnej wartości progowej. Wartość progowa jest różna dla różnych tkanek (przy czym jest niższa dla tkanek o wysokim zapotrzebowaniu energetycznym, takich, jak mięśnie czy mózg) i dla różnych mutacji. Powoduje to, że objawy kliniczne chorób mitochondrialnych i ich nasilenie mogą się znacznie różnić u różnych pacjentów.

## Choroby mitochondrialne
- Zespół przewlekłej postępującej zewnętrznej oftalmoplegii, CPEO (ang. chronic progressive external ophthalmoplegia) – przyczyną jest delecja w mtDNA, choroba objawia się przewlekłą zewnętrzną oftalmoplegią i obustronnym opadaniem powiek, a także osłabieniem mięśni, może prowadzić do całkowitego porażenia mięśni okoruchowych.
- Zespół Kearnsa-Sayre’a (Kearns-Sayre syndrome, KSS, OMIM 530000) – przyczyną jest delecja w mtDNA, objawami choroby są postępująca oftalmoplegia zewnętrzna, zwyrodnienie barwnikowe siatkówki, ataksja, podwyższony poziom białka w płynie mózgowo-rdzeniowym, zaburzenia przewodzenia w mięśniu sercowym. Nie stwierdza się osłabienia kończyn, a objawy występują przed 20. rokiem życia. KSS nie jest dziedziczny.
- Zespół mitochondrialnej encefalomiopatii dotyczącej układu nerwowego, żołądka i jelit, MNGIE (ang. mitochondrial neurogastrointestinal encephalomyopathy syndrome, OMIM 603041) – spowodowany mutacją w znajdującym się na chromosomie 22 genie kodującym fosforylazę tymidyny, której towarzyszą delecje w mtDNA, występuje między 20. a 50. rokiem życia; do objawów zalicza się opadanie powiek, oftalmoplegia, zaburzenia motoryki przewodu pokarmowego, miopatia mięśni szkieletowych i obwodowa neuropatia.
- Zespół szpikowo-trzustkowy Pearsona (ang. Pearson pancreas-marrow syndrome, OMIM 557000) – spowodowany pojedynczą delecją w mtDNA, do objawów zalicza się ciężka niedokrwistość makrocytowa w pierwszych tygodniach życia, zmienna neutropenia i małopłytkowość, podwyższony poziom hemoglobiny, zaburzenia pracy trzustki, cukrzyca, zanik kosmków jelitowych, zaburzenia funkcji wątroby, zaburzenia krzepnięcia krwi. W wieku dojrzewania mogą wystąpić objawy zespołu Kearnsa i Sayre’a (objawy neurologiczne, utrata słuchu, ataksja, neuropatia obwodowa, upośledzenie umysłowe). Opisany przez Hugh A. Pearsona i współpracowników w 1979 roku.
- Padaczka miokloniczna z występowaniem czerwonych poszarpanych włókien w mięśniach, zespół MERRF (ang. myoclonic epilepsy and ragged red fibres, OMIM 545000) – spowodowana mutacją punktową nukleotydu 8344 G-A w genie kodującym tRNA lizyny w mtDNA (80-90% przypadków), objawy choroby mogą wystąpić w wieku późnodziecięcym lub u dorosłych, zalicza się do nich padaczka, ataksja i miopatia z występowaniem włókien szmatowatych w badaniu biopsji mięśni, oraz podwyższony poziom kwasu mlekowego, może wystąpić także postępujące otępienie, utrata słuchu i zanik nerwu wzrokowego.
- Zespół MELAS (miopatia mitochondrialna, encefalopatia, kwasica mleczanowa, występowanie incydentów podobnych do udarów – ang. mitochondrial myopathy, encephalopathy, lactic acidosis, stroke-like episodes, OMIM 540000) – w 80-90% przypadkach przyczyną choroby jest mutacja punktowa nukleotydu 3243 w obrębie genu tRNA leucyny w mtDNA, zazwyczaj pojawia się w dzieciństwie, objawami są miopatia z encefalopatią, kwasica mleczanowa, incydenty udaropodobne, drgawki, cofanie się umiejętności psychoruchowych, zwyrodnienie barwnikowe siatkówki, głuchota, cukrzyca i niski wzrost.
- Dziedziczna neuropatia nerwu wzrokowego Lebera, LHON (ang. Leber's hereditary optic neuropathy, OMIM 535000) – objawy choroby to zanik nerwów wzrokowych, jest spowodowana różnymi mutacjami mtDNA, chorują zwykle mężczyźni (u kobiet objawy pojawiają się później i są łagodniejsze), objawy występują u połowy mężczyzn i tylko 20% kobiet mających mutacje, choroba ujawnia się przeważnie w 10.-20. roku życia, często dotyczy obu oczu jednocześnie, a utrata wzroku następuje przeważnie w ciągu 8 tygodni, chorobie mogą towarzyszyć zmiany podobne do objawów stwardnienia rozsianego, ataksja, neuropatia obwodowa i encefalopatia.
- Neurogenna miopatia z ataksją i zwyrodnieniem barwnikowym siatkówki, zespół NARP (ang. neurogenic myopathy, ataxia, retinitis pigmentosa, NARP syndrome, OMIM 551500) – powodowana punktową mutacją genu kodującego syntazę ATP (zmiana T-G w nukleotydzie 8993 w mtDNA), objawami choroby są retinopatia barwnikowa, otępienie, drgawki, ataksja, osłabienie mięśni proksymalnych, neuropatia czuciowa, może też wystąpić opóźnienie rozwoju lub dysfunkcja pnia mózgu, chorobie towarzyszą zaburzenia czynności wątroby i przewlekła kwasica.
- Niedokrwistość aplastyczna spowodowana chloramfenikolem (OMIM 515000) – u 1 na około 19 000 osób w zdrowej populacji występują objawy toksyczne po podaniu leczniczej dawki chloramfenikolu; za defekt ten odpowiedzialne są punktowe mutacje w genie kodującym podjednostkę 16S rRNA.

## Diagnostyka
- analiza rodowodu
- biopsja mięśnia i analiza poziomu enzymów mitochondrialnych oraz obecności czerwonych poszarpanych włókien
- badania molekularne DNA

## Leczenie
Leczenie chorób mitochondrialnych jest objawowe. Stosuje się rehabilitację, aby poprawić siłę mięśni oraz leczenie operacyjne.
Publikacje z zakresu nauk podstawowych wskazują na możliwość zastosowania terapii genowej.